# Canon EOS-1D X
La Canon EOS-1D X è una fotocamera reflex digitale (DSLR) digitale prodotta da Canon, annunciata il 18 ottobre 2011 e messa in commercio a partire da aprile 2012. Il prezzo al lancio è di 6799 $. Ha sostituito le precedenti EOS-1D Mark IV e 1Ds Mark III.

## Caratteristiche
La EOS-1D X ha un sensore pieno formato da 18,1 milioni di pixel e può acquisire filmati in Full HD (1080p) con autofocus continuo durante la registrazione. La sensibilità ISO massima è ISO 51 200 e può essere estesa fino a 204 800; la velocità di scatto è di 12 fotogrammi al secondo, aumentabili a 14 in modalità Super high speed con sollevamento dello specchio e scatto in JPEG.